# Lípa republiky (Čakovice)
Lípa republiky v Čakovicích v Praze roste v jihozápadní části parku Čakovického zámku v ulici Cukrovarská.

## Historie
Lípa svobody byla vysazena 26. října 2018 na připomínku 100. výročí vzniku Československé republiky. Vysadila ji rada městské části Praha-Čakovice. Při měření roku 2019 byl zjištěn obvod jejícho kmene 17 cm.

## Významné stromy v okolí
- Jasan v zámeckém parku v Čakovicích
- Jinan v zámeckém parku v Čakovicích
- Javory stříbrné v Čakovicích